# Dolancourt
Dolancourt település Franciaországban, Aube megyében. Lakosainak száma 125 fő (2022. január 1.). Dolancourt Argançon, Arsonval, Bossancourt és Jaucourt községekkel határos.

## Népesség
A település népességének változása:
| Lakosok száma | 146  | 165  | 169  | 141  | 140  | 139  | 136  | 133  | 129  | 125  |
|               | 1968 | 1982 | 1990 | 2006 | 2013 | 2015 | 2017 | 2019 | 2020 | 2022 |